# 2017-es IndyCar Series szezon
A 2017-es Verizon IndyCar Series-szezon volt a 22. szezonja az IndyCar Series-nek, és a százötödik az amerikai formaautós versenyzés történetében.
A címvédő a francia Simon Pagenaud volt. A 101. indianapolisi 500-as versenyt a japán Szató Takuma nyerte meg, míg a bajnokság győztese a 2011-es Indy Lights bajnok amerikai Josef Newgarden lett, akinek ez volt az első szezonja a Team Penske csapatával.
Pagenaud a második helyen végzett csapattársa mögött, míg a versenynaptárban egy változás történt az előző évihez képest; a széria 2003 után visszatért a Gateway Motorsports Parkba.

## Csapatok és versenyzők
| Csapat                                       | Motor     | #  | Versenyző                 | Forduló                       |
| -------------------------------------------- | --------- | -- | ------------------------- | ----------------------------- |
| A. J. Foyt Enterprises                       | Chevrolet | 4  | Conor Daly                | Összes                        |
| A. J. Foyt Enterprises                       | Chevrolet | 14 | Carlos Muñoz              | Összes                        |
| A. J. Foyt Enterprises                       | Chevrolet | 40 | Zach Veach (Ú)            | 6                             |
| Andretti Autosport                           | Honda     | 26 | Szató Takuma              | Összes                        |
| Andretti Autosport                           | Honda     | 28 | Ryan Hunter-Reay          | Összes                        |
| Andretti Autosport with Lendium              | Honda     | 27 | Marco Andretti            | 1–4                           |
| Andretti Autosport with Yarrow               | Honda     | 27 | Marco Andretti            | 5–17                          |
| McLaren-Honda-Andretti                       | Honda     | 29 | Fernando Alonso (Ú)       | 6                             |
| Michael Shank Racing with Andretti Autosport | Honda     | 50 | Jack Harvey (Ú)           | 6                             |
| Andretti Herta Autosport a Curb Agajaniannal | Honda     | 98 | Alexander Rossi           | Összes                        |
| Chip Ganassi Racing                          | Honda     | 8  | Max Chilton               | Összes                        |
| Chip Ganassi Racing                          | Honda     | 9  | Scott Dixon               | Összes                        |
| Chip Ganassi Racing                          | Honda     | 10 | Tony Kanaan               | Összes                        |
| Chip Ganassi Racing                          | Honda     | 83 | Charlie Kimball           | Összes                        |
| Dale Coyne Racing                            | Honda     | 18 | Sébastien Bourdais        | 1–5, 15–17                    |
| Dale Coyne Racing                            | Honda     | 18 | James Davison             | 6                             |
| Dale Coyne Racing                            | Honda     | 18 | Esteban Gutiérrez (Ú)     | 7–8, 10–14                    |
| Dale Coyne Racing                            | Honda     | 18 | Tristan Vautier           | 9                             |
| Dale Coyne Racing                            | Honda     | 19 | Ed Jones (Ú)              | Összes                        |
| Dale Coyne Racing                            | Honda     | 63 | Pippa Mann                | 6                             |
| Dreyer & Reinbold Racing                     | Chevrolet | 24 | Sage Karam                | 6                             |
| Ed Carpenter Racing                          | Chevrolet | 20 | Spencer Pigot             | 1–3, 5, 7–8, 10, 12–13, 16–17 |
| Ed Carpenter Racing                          | Chevrolet | 20 | Ed Carpenter              | 4, 6, 9, 11, 14–15            |
| Ed Carpenter Racing                          | Chevrolet | 21 | J.R. Hildebrand           | 1–2, 4–17                     |
| Ed Carpenter Racing                          | Chevrolet | 21 | Zach Veach (Ú)            | 3                             |
| Harding Racing                               | Chevrolet | 88 | Gabby Chaves              | 6, 9, 14                      |
| Juncos Racing                                | Chevrolet | 11 | Spencer Pigot             | 6                             |
| Juncos Racing                                | Chevrolet | 17 | Sebastián Saavedra        | 6                             |
| Lazier Partners Racing                       | Chevrolet | 44 | Buddy Lazier              | 6                             |
| Rahal Letterman Lanigan Racing               | Honda     | 13 | Zachary Claman DeMelo (R) | 17                            |
| Rahal Letterman Lanigan Racing               | Honda     | 15 | Graham Rahal              | Összes                        |
| Rahal Letterman Lanigan Racing               | Honda     | 16 | Oriol Servià              | 6–8                           |
| Schmidt Peterson Motorsports                 | Honda     | 5  | James Hinchcliffe         | Összes                        |
| Schmidt Peterson Motorsports                 | Honda     | 7  | Mihail Aljosin            | 1–11, 13                      |
| Schmidt Peterson Motorsports                 | Honda     | 7  | Sebastián Saavedra        | 12, 14–15                     |
| Schmidt Peterson Motorsports                 | Honda     | 7  | Jack Harvey (Ú)           | 16–17                         |
| Schmidt Peterson Motorsports                 | Honda     | 77 | Jay Howard                | 6                             |
| Team Penske                                  | Chevrolet | 1  | Simon Pagenaud            | Összes                        |
| Team Penske                                  | Chevrolet | 2  | Josef Newgarden           | Összes                        |
| Team Penske                                  | Chevrolet | 3  | Hélio Castroneves         | Összes                        |
| Team Penske                                  | Chevrolet | 12 | Will Power                | Összes                        |
| Team Penske                                  | Chevrolet | 22 | Juan Pablo Montoya        | 5–6                           |

## Versenyek
| #  | Időpont        | Verseny                                                    | Pálya                                       | Város                   |
| -- | -------------- | ---------------------------------------------------------- | ------------------------------------------- | ----------------------- |
| 1  | Március 12.    | Firestone Grand Prix of St. Petersburg                     | (S) Streets of St. Petersburg               | St. Petersburg, Florida |
| 2  | Április 9.     | Toyota Grand Prix of Long Beach                            | (S) Streets of Long Beach                   | Long Beach (Kalifornia) |
| 3  | Április 23.    | Honda Indy Grand Prix of Alabama                           | (R) Barber Motorsports Park                 | Leeds                   |
| 4  | Április 29.    | Desert Diamond West Valley Phoenix Grand Prix              | (O) Phoenix International Raceway           | Avondale, Arizona       |
| 5  | Május 13.      | IndyCar Grand Prix                                         | (R) Indianapolis Motor Speedway Road Course | Speedway, Indiana       |
| 6  | Május 28.      | 101st Indianapolis 500 presented by PennGrade              | (O) Indianapolis Motor Speedway             | Speedway, Indiana       |
| 7  | Június 3.      | Chevrolet Detroit Grand Prix Presented by Lear Corporation | (S) The Raceway at Belle Isle Park          | Detroit (Michigan)      |
| 8  | Június 4.      | Chevrolet Detroit Grand Prix Presented by Lear Corporation | (S) The Raceway at Belle Isle Park          | Detroit (Michigan)      |
| 9  | Június 10.     | Rainguard Water Sealers 600                                | (O) Texas Motor Speedway                    | Fort Worth, Texas       |
| 10 | Június 25.     | Kohler Grand Prix                                          | (R) Road America                            | Elkhart Lake, Wisconsin |
| 11 | Július 9.      | Iowa Corn 300                                              | (O) Iowa Speedway                           | Newton, Iowa            |
| 12 | Július 16.     | Honda Indy Toronto                                         | (S) Exhibition Place                        | Toronto                 |
| 13 | Július 30.     | Honda Indy 200                                             | (R) Mid-Ohio Sports Car Course              | Lexington, Ohio         |
| 14 | Augusztus 20.  | ABC Supply 500                                             | (O) Pocono Raceway                          | Long Pond               |
| 15 | Augusztus 26.  | Bommarito Automotive Group 500 presented by Valvoline      | (O) Gateway Motorsports Park                | Madison, Illinois       |
| 16 | Szeptember 3.  | Grand Prix at The Glen                                     | (R) Watkins Glen International              | Watkins Glen            |
| 17 | Szeptember 17. | GoPro Grand Prix of Sonoma                                 | (R) Sonoma Raceway                          | Sonoma, California      |

- (O) Ovál pálya
- (R) Épített pálya
- (S) Utcai pálya

## Eredmények
| #  | Verseny           | Pole-pozíció      | Leggyorsabb kör    | Legtöbb élen töltött kör | Győztes            | Győztes                        | Győztes   | Összefoglaló |
| #  | Verseny           | Pole-pozíció      | Leggyorsabb kör    | Legtöbb élen töltött kör | Versenyző          | Csapat                         | Gyártó    | Összefoglaló |
| -- | ----------------- | ----------------- | ------------------ | ------------------------ | ------------------ | ------------------------------ | --------- | ------------ |
| 1  | St. Petersburg    | Will Power        | Scott Dixon        | Sébastien Bourdais       | Sébastien Bourdais | Dale Coyne Racing              | Chevrolet | Összefoglaló |
| 2  | Long Beach        | Hélio Castroneves | Hélio Castroneves  | Scott Dixon              | James Hinchcliffe  | Schmidt Peterson Motorsports   | Honda     | Összefoglaló |
| 3  | Birmingham        | Will Power        | Will Power         | Will Power               | Josef Newgarden    | Team Penske                    | Chevrolet | Összefoglaló |
| 4  | Phoenix           | Hélio Castroneves | Will Power         | Simon Pagenaud           | Simon Pagenaud     | Team Penske                    | Chevrolet | Összefoglaló |
| 5  | Indianapolis GP   | Will Power        | Josef Newgarden    | Will Power               | Will Power         | Team Penske                    | Chevrolet | Összefoglaló |
| 6  | Indianapolisi 500 | Scott Dixon       | Szató Takuma       | Max Chilton              | Szató Takuma       | Andretti Autosport             | Honda     | Összefoglaló |
| 7  | Detroit 1         | Graham Rahal      | Josef Newgarden    | Graham Rahal             | Graham Rahal       | Rahal Letterman Lanigan Racing | Honda     | Összefoglaló |
| 8  | Detroit 2         | Szató Takuma      | Josef Newgarden    | Graham Rahal             | Graham Rahal       | Rahal Letterman Lanigan Racing | Honda     | Összefoglaló |
| 9  | Texas             | Charlie Kimball   | Tony Kanaan        | Will Power               | Will Power         | Team Penske                    | Chevrolet | Összefoglaló |
| 10 | Elkhart Lake      | Hélio Castroneves | Josef Newgarden    | Scott Dixon              | Scott Dixon        | Chip Ganassi Racing            | Honda     | Összefoglaló |
| 11 | Iowa              | Will Power        | Hélio Castroneves  | Hélio Castroneves        | Hélio Castroneves  | Team Penske                    | Chevrolet | Összefoglaló |
| 12 | Toronto           | Simon Pagenaud    | Simon Pagenaud     | Josef Newgarden          | Josef Newgarden    | Team Penske                    | Chevrolet | Összefoglaló |
| 13 | Mid-Ohio          | Will Power        | Alexander Rossi    | Josef Newgarden          | Josef Newgarden    | Team Penske                    | Chevrolet | Összefoglaló |
| 14 | Pocono            | Szató Takuma      | Tony Kanaan        | Scott Dixon              | Will Power         | Team Penske                    | Chevrolet | Összefoglaló |
| 15 | Gateway           | Will Power        | Josef Newgarden    | Josef Newgarden          | Josef Newgarden    | Team Penske                    | Chevrolet | Összefoglaló |
| 16 | Watkins Glen      | Alexander Rossi   | Sébastien Bourdais | Alexander Rossi          | Alexander Rossi    | Andretti Herta Autosport       | Honda     | Összefoglaló |
| 17 | Sonoma            | Josef Newgarden   | Simon Pagenaud     | Simon Pagenaud           | Simon Pagenaud     | Team Penske                    | Chevrolet | Összefoglaló |

## A bajnokság végeredménye

### Pontrendszer
Forrás:
| 1. | 2. | 3. | 4. | 5. | 6. | 7. | 8. | 9. | 10. | 11. | 12. | 13. | 14. | 15. | 16. | 17. | 18. | 19. | 20. | 21. | 22. | 23. | 24. | 25.+ | Élen töltött kör | Legtöbb élen töltött kör | Első rajtkocka |
| -- | -- | -- | -- | -- | -- | -- | -- | -- | --- | --- | --- | --- | --- | --- | --- | --- | --- | --- | --- | --- | --- | --- | --- | ---- | ---------------- | ------------------------ | -------------- |
| 50 | 40 | 35 | 32 | 30 | 28 | 26 | 24 | 22 | 20  | 19  | 18  | 17  | 16  | 15  | 14  | 13  | 12  | 11  | 10  | 9   | 8   | 7   | 6   | 5    | 1                | 2                        | 1              |

Indy500 kvalifikáció
| 1. | 2. | 3. | 4. | 5. | 6. | 7. | 8. | 9. | 10. | 11. | 12. | 13. | 14. | 15. | 16. | 17. | 18. | 19. | 20. | 21. | 22. | 23. | 24. | 25. | 26. | 27. | 28. | 29. | 30. | 31. | 32. | 33. |
| 42 | 40 | 38 | 36 | 34 | 32 | 30 | 28 | 26 | 24  | 23  | 22  | 21  | 20  | 19  | 18  | 17  | 16  | 15  | 14  | 13  | 12  | 11  | 10  | 9   | 8   | 7   | 6   | 5   | 4   | 3   | 2   | 1   |
| -- | -- | -- | -- | -- | -- | -- | -- | -- | --- | --- | --- | --- | --- | --- | --- | --- | --- | --- | --- | --- | --- | --- | --- | --- | --- | --- | --- | --- | --- | --- | --- | --- |

Az Indy500 és a szezonzáró verseny
| 1.  | 2. | 3. | 4. | 5. | 6. | 7. | 8. | 9. | 10. | 11. | 12. | 13. | 14. | 15. | 16. | 17. | 18. | 19. | 20. | 21. | 22. | 23. | 24. | 25.+ |
| 100 | 80 | 70 | 64 | 60 | 56 | 52 | 48 | 44 | 40  | 38  | 36  | 34  | 32  | 30  | 28  | 26  | 24  | 22  | 20  | 18  | 16  | 14  | 12  | 10   |
| --- | -- | -- | -- | -- | -- | -- | -- | -- | --- | --- | --- | --- | --- | --- | --- | --- | --- | --- | --- | --- | --- | --- | --- | ---- |

### Versenyzők bajnoksága

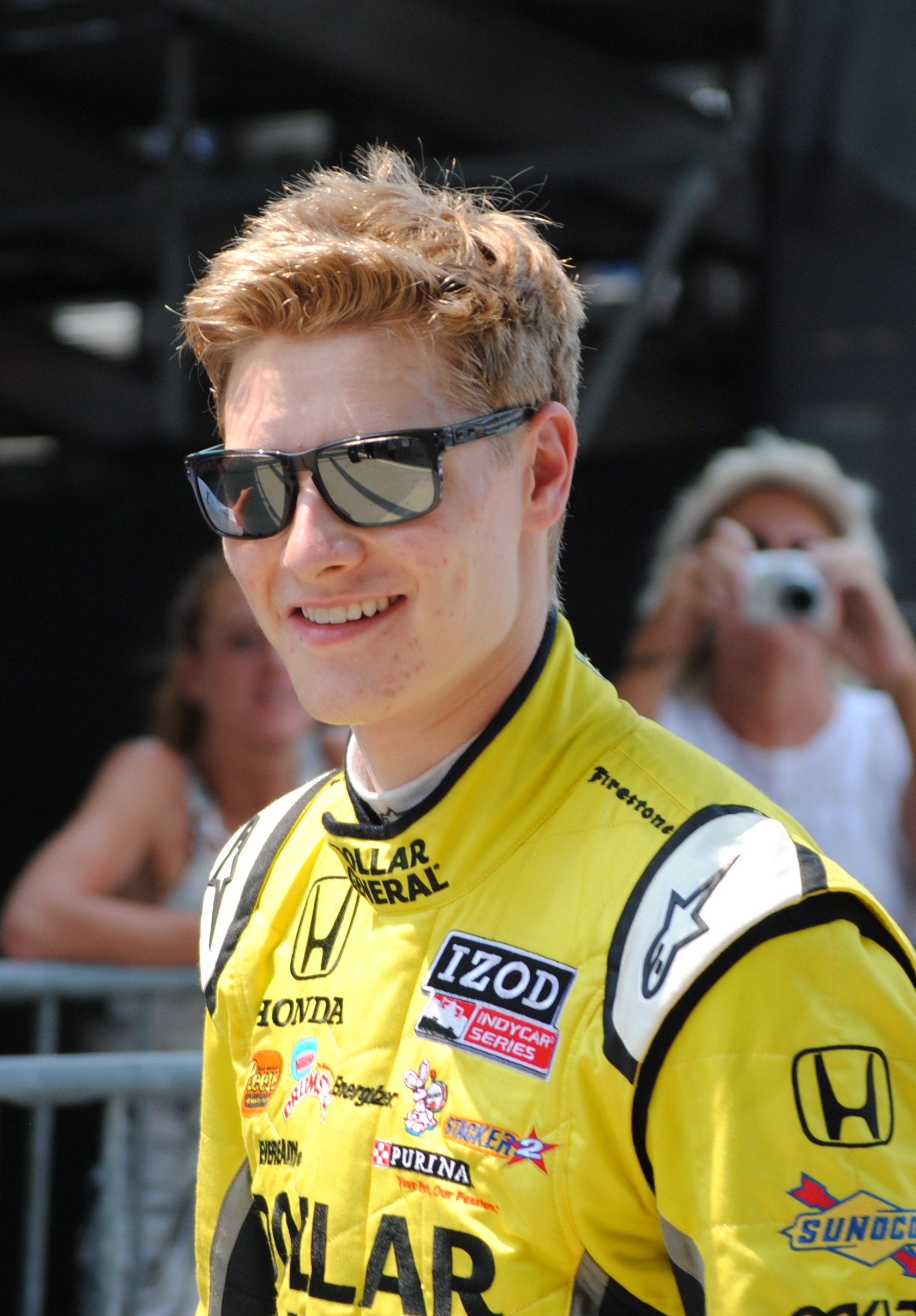
Josef Newgarden első bajnoki címét nyerte.

| Helyezés | Versenyző               | STP | LBH | ALA | PHX | IGP | INDY | INDY | DET | DET | TEX | ROA | IOW | TOR | MDO | POC | GAT | WGL | SNM | Pont |
| Helyezés | Versenyző               | STP | LBH | ALA | PHX | IGP | Id   | 500  | DET | DET | TEX | ROA | IOW | TOR | MDO | POC | GAT | WGL | SNM | Pont |
| -------- | ----------------------- | --- | --- | --- | --- | --- | ---- | ---- | --- | --- | --- | --- | --- | --- | --- | --- | --- | --- | --- | ---- |
| 1        | Josef Newgarden         | 8   | 3   | 1   | 9   | 11  | 22   | 19   | 4   | 2   | 13  | 2   | 6   | 1*  | 1*  | 2   | 1*  | 18  | 2   | 642  |
| 2        | Simon Pagenaud          | 2   | 5   | 3   | 1*  | 4   | 23   | 14   | 16  | 5   | 3   | 4   | 7   | 5   | 4   | 4   | 3   | 9   | 1*  | 629  |
| 3        | Scott Dixon             | 3   | 4*  | 2   | 5   | 2   | 1    | 32   | 2   | 6   | 9   | 1*  | 8   | 10  | 9   | 6*  | 2   | 2   | 4   | 621  |
| 4        | Hélio Castroneves       | 6   | 9   | 4   | 4   | 5   | 19   | 2    | 7   | 9   | 20  | 3   | 1*  | 8   | 7   | 7   | 4   | 4   | 5   | 598  |
| 5        | Will Power              | 19  | 13  | 14* | 2   | 1*  | 9    | 23   | 18  | 3   | 1*  | 5   | 4   | 21  | 2   | 1   | 20  | 6   | 3   | 562  |
| 6        | Graham Rahal            | 17  | 10  | 13  | 21  | 6   | 14   | 12   | 1*  | 1*  | 4   | 8   | 5   | 9   | 3   | 9   | 12  | 5   | 6   | 522  |
| 7        | Alexander Rossi         | 11  | 19  | 5   | 15  | 8   | 3    | 7    | 5   | 7   | 22  | 13  | 11  | 2   | 6   | 3   | 6   | 1*  | 21  | 494  |
| 8        | Szató Takuma            | 5   | 18  | 9   | 16  | 12  | 4    | 1    | 8   | 4   | 10  | 19  | 16  | 16  | 5   | 13  | 19  | 19  | 20  | 441  |
| 9        | Ryan Hunter-Reay        | 4   | 17  | 11  | 13  | 3   | 10   | 27   | 13  | 17  | 19  | 14  | 3   | 6   | 8   | 8   | 15  | 3   | 8   | 421  |
| 10       | Tony Kanaan             | 12  | 15  | 7   | 6   | 20  | 7    | 5    | 15  | 10  | 2   | 21  | 9   | 19  | 16  | 5   | 16  | 20  | 16  | 403  |
| 11       | Max Chilton             | 16  | 14  | 12  | 20  | 7   | 15   | 4*   | 11  | 15  | 8   | 9   | 14  | 7   | 15  | 18  | 17  | 8   | 12  | 396  |
| 12       | Marco Andretti          | 7   | 20  | 21  | 18  | 16  | 8    | 8    | 12  | 13  | 6   | 18  | 17  | 4   | 12  | 11  | 14  | 16  | 7   | 388  |
| 13       | James Hinchcliffe       | 9   | 1   | 6   | 12  | 13  | 17   | 22   | 3   | 20  | 14  | 20  | 10  | 3   | 11  | 20  | 8   | 21  | 22  | 376  |
| 14       | Ed Jones RY             | 10  | 6   | 16  | 11  | 19  | 11   | 3    | 9   | 22  | 17  | 7   | 18  | 20  | 21  | 17  | 13  | 13  | 19  | 354  |
| 15       | J. R. Hildebrand        | 13  | 11  |     | 3   | 14  | 6    | 16   | 17  | 18  | 12  | 16  | 2   | 13  | 17  | 19  | 18  | 15  | 14  | 347  |
| 16       | Carlos Muñoz            | 21  | 7   | 17  | 10  | 15  | 24   | 10   | 14  | 11  | 18  | 11  | 20  | 15  | 18  | 10  | 9   | 10  | 15  | 328  |
| 17       | Charlie Kimball         | 18  | 21  | 15  | 8   | 21  | 16   | 25   | 21  | 8   | 21  | 6   | 15  | 12  | 13  | 16  | 7   | 7   | 11  | 327  |
| 18       | Conor Daly              | 15  | 16  | 18  | 14  | 17  | 26   | 30   | 22  | 12  | 7   | 15  | 19  | 17  | 10  | 14  | 5   | 11  | 10  | 305  |
| 19       | Mihail Aljosin          | 14  | 12  | 10  | 17  | 18  | 13   | 13   | 6   | 16  | 15  | 10  | 21  |     | 14  |     |     |     |     | 237  |
| 20       | Spencer Pigot           | 20  | 8   | 20  |     | 9   | 29   | 18   | 10  | 21  |     | 12  |     | 18  | 19  |     |     | 12  | 13  | 218  |
| 21       | Sébastien Bourdais      | 1*  | 2   | 8   | 19  | 22  | Vi   | Vi   |     |     |     |     |     |     |     |     | 10  | 17  | 9   | 214  |
| 22       | Ed Carpenter            |     |     |     | 7   |     | 2    | 11   |     |     | 11  |     | 12  |     |     | 12  | 21  |     |     | 169  |
| 23       | Gabby Chaves            |     |     |     |     |     | 25   | 9    |     |     | 5   |     |     |     |     | 15  |     |     |     | 98   |
| 24       | Juan Pablo Montoya      |     |     |     |     | 10  | 18   | 6    |     |     |     |     |     |     |     |     |     |     |     | 93   |
| 25       | Esteban Gutiérrez R     |     |     |     |     |     |      |      | 19  | 14  |     | 17  | 13  | 14  | 20  | 22  |     |     |     | 91   |
| 26       | Sebastián Saavedra      |     |     |     |     |     | 31   | 15   |     |     |     |     |     | 11  |     | 21  | 11  |     |     | 80   |
| 27       | Oriol Servià            |     |     |     |     |     | 12   | 21   | 20  | 19  |     |     |     |     |     |     |     |     |     | 61   |
| 28       | Jack Harvey R           |     |     |     |     |     | 27   | 31   |     |     |     |     |     |     |     |     |     | 14  | 18  | 57   |
| 29       | Fernando Alonso R       |     |     |     |     |     | 5    | 24   |     |     |     |     |     |     |     |     |     |     |     | 47   |
| 30       | Pippa Mann              |     |     |     |     |     | 28   | 17   |     |     |     |     |     |     |     |     |     |     |     | 32   |
| 31       | Zachary Claman DeMelo R |     |     |     |     |     |      |      |     |     |     |     |     |     |     |     |     |     | 17  | 26   |
| 32       | Jay Howard              |     |     |     |     |     | 20   | 33   |     |     |     |     |     |     |     |     |     |     |     | 24   |
| 33       | Zach Veach R            |     |     | 19  |     |     | 32   | 26   |     |     |     |     |     |     |     |     |     |     |     | 23   |
| 34       | Sage Karam              |     |     |     |     |     | 21   | 28   |     |     |     |     |     |     |     |     |     |     |     | 23   |
| 35       | James Davison           |     |     |     |     |     | 33   | 20   |     |     |     |     |     |     |     |     |     |     |     | 21   |
| 36       | Tristan Vautier         |     |     |     |     |     |      |      |     |     | 16  |     |     |     |     |     |     |     |     | 15   |
| 37       | Buddy Lazier            |     |     |     |     |     | 30   | 29   |     |     |     |     |     |     |     |     |     |     |     | 14   |
| Helyezés | Versenyző               | STP | LBH | ALA | PHX | IGP | INDY | INDY | DET | DET | TEX | ROA | IOW | TOR | MDO | POC | GAT | WGL | SNM | Pont |

### Gyártók bajnoksága
| Pozíció | Gyártó    | STP | LBH | ALA | PHX | IGP | INDY | DET | DET | TEX | ROA | IOW | TOR | MDO | POC | GAT | WGL | SNM  | Bónuszpont | Pont |
| ------- | --------- | --- | --- | --- | --- | --- | ---- | --- | --- | --- | --- | --- | --- | --- | --- | --- | --- | ---- | ---------- | ---- |
| 1       | Chevrolet | 2   | 3   | 1   | 1   | 1   | 2    | 4   | 2   | 1   | 2   | 1   | 1   | 1   | 1   | 1   | 4   | 1    | 70         | 1489 |
| 1       | Chevrolet | 6   | 5   | 3   | 2   | 4   | 10   | 7   | 3   | 3   | 3   | 2   | 5   | 2   | 2   | 3   | 6   | 2    | 70         | 1489 |
| 1       | Chevrolet | 69  | 66  | 91* | 96* | 88* | 61   | 58  | 75  | 90* | 76  | 96* | 86* | 96* | 95  | 91* | 60  | 186* | 70         | 1489 |
| 2       | Honda     | 1   | 1   | 2   | 5   | 2   | 1    | 1   | 1   | 2   | 1   | 3   | 2   | 3   | 3   | 2   | 1   | 4    | 85         | 1326 |
| 2       | Honda     | 3   | 2   | 5   | 6   | 3   | 3    | 2   | 4   | 4   | 6   | 5   | 3   | 5   | 5   | 6   | 2   | 6    | 85         | 1326 |
| 2       | Honda     | 90* | 95* | 70  | 58  | 75  | 92*  | 96* | 88* | 73  | 83* | 65  | 75  | 65  | 66* | 68  | 96* | 120  | 85         | 1326 |

## Fordítás
Ez a szócikk részben vagy egészben  a(z)   2017 IndyCar Series című angol Wikipédia-szócikk fordításán alapul.  Az eredeti cikk szerkesztőit annak laptörténete sorolja fel. Ez a jelzés csupán a megfogalmazás eredetét és a szerzői jogokat jelzi, nem szolgál a cikkben szereplő információk forrásmegjelöléseként.